# Новая (Устюженский район)
Новая — деревня в Устюженском районе Вологодской области.
Входит в состав Мезженского сельского поселения, с точки зрения административно-территориального деления — в Мезженский сельсовет.
Расстояние по автодороге до районного центра Устюжны — 48 км, до центра муниципального образования деревни Долоцкое — 11 км. Ближайшие населённые пункты — Кишкино, Малое Медведево, Савино.
Население по данным переписи 2002 года — 35 человек (16 мужчин, 19 женщин). Преобладающая национальность — русские (94 %).